# Stefania Łukowicz-Mokwa
Stefania Katarzyna Łukowicz-Mokwa (* 13. Dezember 1892 in Adelaide, Australien; † 3. März 1975 in Sopot, Polen) war eine polnische Violinistin.

## Leben
Stefania Łukowicz-Mokwa war die Tochter des Arztes Marcel Łukowicz und der Catharine Lacey. Ihr Vater stammte aus Chojnice in Pommern und lebte seit 1889 in Australien. Ihre Mutter war irischer Herkunft. Die Familie hatte noch eine jüngere Tochter, Maria Leocadia (1894–1917).
Schon in der Kindheit zeigte sich Łukowicz-Mokwas musikalisches Talent und bald gab sie öffentliche Vorstellungen mit der Violine. Sie spielte vor dem polnischen Pianisten und Komponisten Ignacy Jan Paderewski, der ihren Vater von einer Ausbildung in Europa überzeugte. In Berlin nahm sie Privatunterricht bei Joseph Joachim. Während des Ersten Weltkriegs war sie bis 1917 Studentin von Issay Barmas am Berliner Klindworth-Scharwenka-Konservatorium. Während dieser Zeit begegnete sie dem polnischen Maler Marian Mokwa und verlobte sich mit ihm.
In den Jahren 1917–1919 gab Łukowicz-Mokwa eine Reihe von Konzerten in Pommern, auch um die nationale Bewegung im wieder entstehenden Polen zu unterstützen. 1919 kehrte die Musikerin nach Australien zurück. In den folgenden zwei Jahren machte sie Tourneen als Solistin, gab Konzerte in Sydney und anderen großen Städten des Landes, trat aber auch in Indien, Ceylon, sowie in England, Frankreich, Italien und Deutschland auf. 1921 entschied sich die Familie zur Rückkehr nach Europa, wo sie sich in Sopot niederließen. Das Seebad gehörte seit 1920 zur Freien Stadt Danzig. Ihr Vater errichtete dort die große Villa „Adelaide“ und war auch eine Zeit lang als Konsul tätig.
Am 11. Juli 1922 heiratete die Künstlerin ihren Verlobten Marian Mokwa, der sich ebenfalls in Sopot niedergelassen hatte. Das Ehepaar hatte zwei Söhne und zwei Töchter. Sie gab auch weiterhin Konzerte, legte aber den Schwerpunkt auf Wohltätigkeitsveranstaltungen. 1925 trat sie unter der Leitung von Jan Niwiński mit dem neu errichteten Symphonieorchester der Polnischen Gesellschaft für Musik in Danzig auf.
In den 1930er Jahren bis zum Beginn des Zweiten Weltkrieges war die Musikerin auch als Sprachlehrerin tätig. Sie sprach neben Polnisch fließend Deutsch, Englisch und Französisch. Sie unterrichtete Englisch an höheren, Handels- und Berufsschulen in Danzig und Gdynia.
Nach Kriegsende gab Łukowicz-Mokwa nur für eine kurze Zeit öffentliche Konzerte am Theater in Sopot und beschränkte sich dann auf Kammerkonzerte. Sie unterstützte die künstlerische Tätigkeit ihres Mannes, der sie um zwölf Jahre überlebte.